# Riot!
Riot! é o segundo álbum de estúdio da banda americana Paramore. Foi lançado no dia 12 de junho de 2007 e contém onze faixas inéditas. A maioria das canções foram escritas pela vocalista Hayley Williams e o guitarrista Josh Farro. Durante uma entrevista Hayley afirmou que Riot! era algo como uma explosão desenfreada de emoções, sendo suas letras eram mais claras e objetivas do que as canções de seu antecessor All We Know Is Falling.
O álbum foi lançado pela gravadora Fueled by Ramen e produzido por David Bendeth e John Janick. Recebeu uma pontuação de 3.5/5 da Allmusic e 3/5 da Alternative Press, além da certificação de platina em julho de 2008 pela RIAA nos Estados Unidos e certificação de ouro no Reino Unido e Irlanda. Ao todo Riot! vendeu mais de 4,5 milhões de cópias em todo o mundo, sendo o maior sucesso do Paramore até então.
O primeiro single do álbum "Misery Business" alcançou a 26ª posição na Billboard 100. O segundo single, "Hallelujah" não entrou nas paradas musicais, porém foi usado durante a novela britânica Hollyoaks em outubro de 2008. Tempos depois, o terceiro single "Crushcrushcrush" alcançou a 54ª posição na Billboard 100 juntamente com o quarto e último single do álbum, "That's What You Get" que alcançou a 66ª na tabela americana. Todos os singles do álbum ganharam videoclipes, e o álbum em si ficou em 15º lugar na Billboard 200. As canções de Riot! apareceram mais tarde também nos dois álbuns ao vivo do Paramore: Live in the UK 2008 e The Final Riot! em 2008.

## Música

### Produção e Gravação
O álbum foi produzido por David Bendeth. A vocalista Hayley Williams disse que o álbum foi chamado Riot! (revolta) porque "Para nós, o título de 'RIOT!' significa literalmente uma explosão desenfreada de emoções. Quando nós escreviamos, parecia nossos pensamentos e as emoções estavam saindo tão rápido que não poderíamos controlá-los. Parecia que havia um distúrbio dentro de nós. Por tanto, o álbum tem a nossa paixão a um novo nível, é apenas toda a energia bruta."
O título de "For a Pessimist, I'm Pretty Optimistic" vem do que Josh reflete como "colocando sua fé em alguém e eles estragam tudo." Mas apenas na escrita da canção. Josh compôs a música e deu a demo para Hayley. Josh disse: "Eu escrevi a música especificamente para ser impressionante ao vivo e ser extremamente enérgica. Tudo saiu de uma só vez. Mostrei-a para Hayley e ela apenas pregou liricamente. Ela ficou completamente com a sensação de que eu queria ter a canção."
Durante a produção, o Paramore realizou um concurso online intitulado "The Last Song You'll Ever Sing" (A última canção que você irá cantar), onde os fãs postavam vídeos no YouTube com a oportunidade de cantar vocais alternativos na pista "Born For This". A vencedora foi Mary Bonney de McLean, Virgínia. Em "That's What You Get", de Steven da "Steven's Untitled Rock Show" é caracterizado e é creditada. A banda perguntou-o quando ele foi ao estúdio.

### Canções
O álbum já rendeu quatro singles. "Misery Business", a quarta faixa do álbum e primeiro single. A canção "Misery Business" tem suas origens em uma mensagem colocada pela Hayley na página do LiveJournal da banda, pedindo para os fãns que postassem de que eles se envergonhavam. "Eu achei que as pessoas realmente estavam chegando a alguém para extravasar a sua coragem", ela recorda, "Então eu fiz a mesma coisa liricamente na canção e deixei sair tudo. É mais honesto do que qualquer coisa que eu já escrevi, e os caras combinaram com aquela emoção musicalmente." A canção se tornou um hit instantâneo, eventualmente recebendo a rotação pesada na MTV e em outras redes de televisão.
O segundo single do álbum é "Hallelujah". Como Hayley retrata, "Trata-se de uma das canções mais antigas que temos, mas quisemos salvá-la para este registro, e é o lar perfeito para ela. Ele é uma reivindicação da vitória tanto para nós como para os nossos fãs."
O terceiro single do álbum foi "Crushcrushcrush", lançado em 15 de janeiro nos Estados Unidos e em 23 de janeiro no Reino Unido.
O quarto single do álbum foi "That's What You Get", lançado uma semana após Paramore cancelar sua turnê européia a trabalhar sobre "questões pessoais", entre especulação da mídia do rompimento da banda. Hayley Williams (vocalista / teclado) explicou que, dado o estado de fragilidade da banda, todos eles pensavam que era melhor se manter discretos, envolvendo-se com os amigos e familiares, mantendo as coisas bem simples. E, no processo, toda a coisa evoluiu apenas de um outro vídeo shoot em uma sessão de terapia improvisada da banda, que Paramore necessitava desesperadamente.
Hayley acrescentou "Tivemos toneladas de amigos lá, e realmente apenas senti como uma sessão do lugar frequentado. E Marcos Siega (o diretor) foi muito legal sobre isso. Ele disse, "Traga seus amigos". Nós filmamos o vídeo na casa de uns amigos nossos e foi tão real... e acho que é a primeira vez em um vídeo que você consegue ver quem nós somos realmente."

## Lançamento
Riot! foi lançado nos EUA em 12 de junho de 2007 após a estréia de "Misery Business" no rádio. Ele entrou nas paradas dos EUA, Billboard 200, em 20º no final de 2007. Riot! vendeu 42 000 álbuns nos EUA na sua primeira semana e três meses depois o álbum subiu para 15º na Billboard 200. O álbum também fez sucesso no Reino Unido, alcançando a 24ª posição nas paradas de álbuns vendendo 250,094 até a presente data. Riot! foi certificado platina em julho de 2008. O hit "Misery Business" também foi certificado platina pela RIAA. O álbum foi re-lançado no final de 2007 como um U-MYX MVI CD/DVD. O álbum vendeu por enquanto pelo menos 1.5 milhões de cópias nos Estados Unidos.Riot! foi certificado oficialmente como Platina nos Estados Unidos no dia 11 de Julho de 2008. Na Nova Zelândia, o álbum chegou a posição n° 15 nas paradas recebendo a certificação de Ouro em 1 de fevereiro de 2009, com mais de 7,500 cópias vendidas. Riot! também foi certificado Ouro na Austrália em 2009, com mais de 35 mil cópias vendidas.

## Recepção
| Críticas profissionais | Críticas profissionais    |
| Avaliações da crítica  | Avaliações da crítica     |
| Fonte                  | Avaliação                 |
| ---------------------- | ------------------------- |
| Allmusic               | [ 12 ]                    |
| Absolute Punk          | (71%) [carece de fontes?] |
| Alternative Press      | [carece de fontes?]       |
| Drowned In Sound       | [ 1 ]                     |
| NME                    | [ 1 ]                     |
| Spin                   | [ 13 ]                    |
| Stylus                 | (B+)                      |

As criticas feitas para Riot! foram variadas. Alguns criticos deram ao álbum um parecer positivo; Jason Lymangrover da Allmusic deu ao disco 3.5 de 5 estrelas e comentou "Realmente, esse álbum tem um enorme potencial e provavelmente fará sucesso entre os fãs do gênero, e para os que não são, há uma boa chance de ficarem muito satisfeitos." A Stylus Magazine deu ao álbum uma nota B+ e disse "Riot! é muito apelativo porque foca no som que foi muito negligenciado. É um álbum descomplicado com músicas descomplicadas." Gareth Dobson da Drowned in Sound deu ao álbum nota 4 de 10 falando "Com seus 38 minutos de duração, o álbum é 'misericordialmente' pequeno, mas soa como um álbum duplo para aqueles que podem suportar. Isso é, para aqueles que não conseguem esquecer o que som stereo é. Povo, procurem seu prazer com o pop-punk em outro lugar. Pelo menos em algum lugar onde isso exista." Apesar das críticas não tão favoraveis a princípio, Riot! é um tipo "must have" (deve comprar) segundo alguns especialistas.

## Faixas
| N.º            | Título                                   | Compositor(es)                 | Duração |  |
| 1.             | "For a Pessimist, I'm Pretty Optimistic" | Hayley Williams, Josh Farro    | 3:50    |  |
| 2.             | "That's What You Get"                    | Williams, Farro, Taylor York   | 3:43    |  |
| 3.             | "Hallelujah"                             | Williams, Farro                | 3:23    |  |
| 4.             | "Misery Business"                        | Williams, Farro                | 3:31    |  |
| 5.             | "When It Rains"                          | Williams, Farro, Zac Farro     | 3:33    |  |
| 6.             | "Let the Flames Begin"                   | Williams, Farro                | 3:18    |  |
| 7.             | "Miracle"                                | Williams, Farro                | 3:31    |  |
| 8.             | "Crushcrushcrush"                        | Williams, Farro                | 3:09    |  |
| 9.             | "We Are Broken"                          | Williams, Farro, David Bendeth | 3:40    |  |
| 10.            | "Fences"                                 | Williams, Farro, Bendeth       | 3:19    |  |
| 11.            | "Born for This"                          | Williams, Farro                | 4:00    |  |
| Duração total: | Duração total:                           | Duração total:                 | 32:42   |  |

| B-sides |                                      |         |  |
| N.º     | Título                               | Duração |  |
| 1.      | "Sunday Bloody Sunday" (Cover do U2) | 4:18    |  |
| 2.      | "Decoy"                              | 3:17    |  |

| Especial/Edição limitada MVI |                                                             |         |  |
| N.º                          | Título                                                      | Duração |  |
| 1.                           | "When It Rains" (Demo)                                      | 3:24    |  |
| 2.                           | "Misery Business" (Versão Acústica- Live from Q101 Chicago) | 3:17    |  |
| 3.                           | "Pressure" (Versão Acústica- Live from Q101 Chicago)        | 3:01    |  |
| 4.                           | "For a Pessimist, I'm Pretty Optimistic" (Live from London) | 3:59    |  |
| 5.                           | "Born for This" (Live from London)                          | 4:20    |  |

| Lançamento do iTunes |                                     |         |  |
| N.º                  | Título                              | Duração |  |
| 1.                   | "Misery Business" (Versão Acústica) | 3:16    |  |

| Lançado pela webstore da Fueled by Ramen |                    |         |  |
| N.º                                      | Título             | Duração |  |
| 1.                                       | "Temporary" (Demo) | 3:24    |  |

| Lançamento da Hot Topic |         |         |  |
| N.º                     | Título  | Duração |  |
| 1.                      | "Decoy" | 3:17    |  |

| Lançado pela FYE |                              |         |  |
| N.º              | Título                       | Duração |  |
| 1.               | "Here We Go Again" (Ao vivo) | 3:23    |  |

| Lançado pela Rhapsody |                                     |         |  |
| N.º                   | Título                              | Duração |  |
| 1.                    | "Misery Business" (Versão Acústica) | 3:16    |  |
| 2.                    | "My Hero" (Electronic Remix)        | 3:32    |  |

| Lançado pela Best Buy e pela iTunes UK |                                    |         |  |
| N.º                                    | Título                             | Duração |  |
| 1.                                     | "Stop This Song (Lovesick Melody)" | 3:23    |  |
| 2.                                     | "Rewind" (Demo)                    | 3:47    |  |
| 3.                                     | "Emergency" (Ao vivo)              | 4:23    |  |

| Edição deluxe do iTunes |                                                       |         |  |
| N.º                     | Título                                                | Duração |  |
| 1.                      | "Pressure" (versão estúdio de All We Know Is Falling) | 3:06    |  |
| 2.                      | "Crushcrushcrush" (Video)                             | 3:09    |  |
| 3.                      | "Misery Business" (Ao vivo de Londres)                | 3:47    |  |
| 4.                      | "Pressure" (Ao vivo de Anaheim)                       | 3:45    |  |

## Certificações e vendas
| País           | Certificação | Vendas      |
| -------------- | ------------ | ----------- |
| Estados Unidos | 3× Platina   | 3 000 000 + |
| Reino Unido    | Platina      | 300 000 +   |
| Austrália      | Ouro         | 35 000 +    |
| Nova Zelândia  | Ouro         | 7 500 +     |
| Canadá         | Ouro         | 40 000 +    |
| México         | Ouro         | 40 000 +    |
| Irlanda        | Platina      | 15 000 +    |
| Finlândia      | Ouro         | 10 000 +    |
| Japão          | Ouro         | 100 000 +   |

## Paradas musicais
| Chart (2007)                                 | Melhor Posição |
| -------------------------------------------- | -------------- |
| Billboard 200                                | 15             |
| Billboard Comprehensive Albums               | 15             |
| Billboard Top Rock Albums                    | 7              |
| Billboard Top Internet Albums                | 20             |
| Billboard Top Modern Rock/Alternative Albums | 2              |
| Billboard Top Digital Albums                 | 10             |
| Europa Top 100 Albums                        | 76             |
| UK Albums Chart                              | 24             |
| UK Rock Chart                                | 2              |
| México Top 100 Albums                        | 31             |
| Colômbia Top 10 Albums                       | 9              |
| Austrália Albums Chart                       | 47             |
| Nova Zelandia Albums Chart                   | 15             |
| Finlândia Albums Chart                       | 26             |
| Holanda Albums Chart                         | 61             |
| Austrália Albums Chart                       | 66             |
| World Albums Top 40                          | 39             |
| Irlanda Albums Top 75                        | 53             |

## Paradas musicais - Singles
| 2007                                         | "Misery Business"     | 26 | 16 | 3 | 65 | 67 | 79 | 17 | 12 | 56 | —  | 23 | 17 | 4× Platina |
| 2007                                         | "Crushcrushcrush"     | 54 | 43 | 4 | —  | —  | —  | 4  | 42 | —  | 32 | 5  | 61 | Platina    |
| 2008                                         | "That's What You Get" | 66 | 25 | 6 | —  | 92 | —  | —  | 51 | —  | 35 | 33 | 55 | Platina    |
| "—" Não entrou na tabela musical deste país. |                       |    |    |   |    |    |    |    |    |    |    |    |    |            |

- "Hallelujah" foi lançado promocionalmente no Reino Unido em 2007, aonde conseguiu atingir a posição de número 139.

## Membros da Banda
- Hayley Williams – vocal, piano, teclado, guitarra
- Josh Farro – guitarra solo e ritmica, backing vocal
- Jeremy Davis – baixo, backing vocal
- Zac Farro – bateria
- Taylor York – guitarrista adicional